# Rocky Colavito
Rocco Domenico "Rocky" Colavito, Jr. (Nova Iorque, 10 de agosto de 1933 – Bernville, 10 de dezembro, 2024) foi um jogador profissional de beisebol que atuou como campista central e campista direito na Major League Baseball melhor conhecido pelos seus anos com o Cleveland Indians. Colavito foi o primeiro jogador na história da American League a ter onze temporadas consecutivas com 20 ou mais home runs (1956–66) e passou dos 40 home runs três vezes e conseguiu seis temporadas com 100 ou mais RBIs. Também liderou a American League em home runs, RBIs e slugging average uma vez cada. Rebatendo todos os seus 374 home runs (exceto 3) na AL, ele se posicionava atrás apenas de Jimmie Foxx (524) e Harmon Killebrew (então com 397) entre os rebatedores destros líderes quando se aposentou.
Em 1965, jogando todas as partidas da temporada, Colavito se tornou o primeiro defensor externo na história da AL a conseguir 100% de aproveitamento em fielding percentage. Seus 1272 jogos no campo direito o colocavam em oitavo na história da American League no fim de sua carreira. Colavito foi um dos 18 jogadores a rebater 4 home runs em uma partida, conseguindo o feito em 10 de junho de 1959 na vitória por 11 a 8 sobre o Baltimore Orioles. Colavito vive atualmente no Condado de Berks na Pensilvânia.

## Morte
Colavito morreu em sua casa em Bernville, Pensilvânia, vítima de diabetes tipo 2 em 10 de dezembro de 2024. Ele tinha 91 anos.